# Nemoura bulgarica
Nemoura bulgarica är en bäcksländeart som beskrevs av Raušer 1962. Nemoura bulgarica ingår i släktet Nemoura och familjen kryssbäcksländor. Inga underarter finns listade i Catalogue of Life.